# Heresiarches coreanus
Heresiarches coreanus là một loài tò vò trong họ Ichneumonidae.